# Die Ermordung einer Butterblume und andere Erzählungen

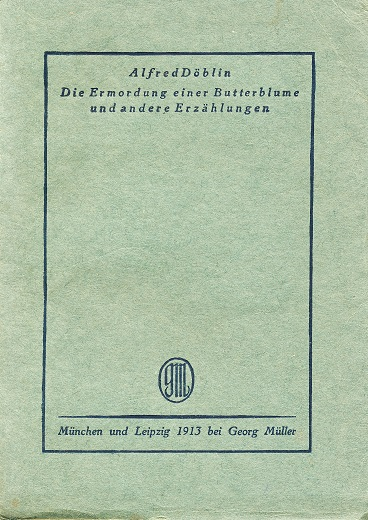

Die Ermordung einer Butterblume und andere Erzählungen ist ein Sammelband mit 12 Erzählungen Alfred Döblins, die in den Jahren 1903 bis 1905 verfasst wurden und 1913 im Georg Müller Verlag erschienen. Zum großen Teil wurden die Texte bereits 1910/1911 in der Zeitschrift Der Sturm publiziert. Sie weichen in Inhalt und Form stark voneinander ab, in allen werden jedoch Themen der Zeit behandelt: Eros und Geschlechterkampf, die Zerbrechlichkeit bürgerlicher Rollenmuster und gesellschaftlicher Konventionen, surreale Vorgänge in der persönlichen Wahrnehmung sowie die „Demontage des Individuums“. Besonders die titelgebende Novelle Die Ermordung einer Butterblume erfüllt diesen modernistischen Anspruch und gilt als Schlüsseltext des Expressionismus und der literarischen Moderne.

## Inhalt der einzelnen Erzählungen

### Die Segelfahrt
Die kleine Erzählung ist eine mit Motiven der Neuromantik ausgestaltete tiefenpsychologische Skizze über die im Menschen schlummernde seelische Unterwelt. Sie bricht als Naturmacht, durch das stürmische Meer symbolisiert, in die gefährdete Existenz ein und zerstört sie.
Der achtundvierzigjährige Brasilianer Copetta ist „aus einem hoffnungslosen Glück“ mit seiner Jacht über den Ozean gefahren, hat sich vier Monate lang in Paris vergnügt und ist dann fluchtartig mit der Eisenbahn nach Ostende gefahren. Jetzt spaziert er entlang der Promenade und begegnet hier einer eleganten Frau L., vielleicht Mitte dreißig, mit rostfarbenem Haar unter einem breitrandigen weißen Hut. Ihr grauer Blick aus einem klugen Gesicht weicht ihm aus. Nachdem sie sich an diesem Nachmittag dreimal begegnet sind, schickt er seine Visitenkarte in ihre Pension und kündigt seinen Besuch an. Im Hotel zerreißt er die Bilder seiner beiden Kinder und verkohlt den Stein seines Eherings in einer Kerzenflamme. Er lädt L. zu einer Segelpartie für den nächsten Morgen ein. Auf dem Boot entwickelt sich zwischen den beiden schnell ein von ihr animiertes neckisches Liebesspiel vor dem Hintergrund eines aufziehenden Sturmes. Sie wird immer ausgelassener, er sinkt dagegen zusammen, „erschüttert hört[–] er ihr Lachen […] er wiegt[–] den Kopf verneinend hin und her.“ Die Wellen werden höher und Copetta lässt sich rückwärts in Meer fallen. Sie wird gerettet, denn er hat die Hafenbehörde vor der Ausfahrt durch ein Telegramm über sein Vorhaben informiert.
L.s Leben gerät durch die Tragödie aus den Fugen. Sie lässt ihre alte Mutter allein in der Pension zurück und reist nach Paris. Dort schminkt und kleidet sie sich mondän, lebt ein Jahr lang ausschweifend „mit gleichgültigem Lachen und Kopfschütteln“, tanzt auf Bällen eigenwillig ekstatisch mit durch Atropin geweiteten glänzenden Pupillen und schläft wahllos mit jungen Männern, die sie die „Hyäne“ nennen. Als sie einen Blumenstrauß mit einem Brief geschickt bekommt, der sie ob des „mächtigen Bogens“ an Copetta erinnert, verlässt sie sofort die Stadt und flüchtet endgültig in eine Traumwelt: Sie kündigt Copetta ihre Ankunft an. In Ostende ignoriert sie die Information über seinen Tod und fährt in der Nacht bei Vollmond mit einem Boot zu der Unglücksstelle hinaus, um den Geliebten zu suchen. Ein Sturm zieht auf, sie gerät in Panik und will schon verzweifeln, als die schwarze Gestalt des Brasilianers ins Boot steigt. „Langsam hob er den rechten Arm und wehrte die Frau ab, die sich jubelnd vom Boden erhob“ und lässt sich ins Meer fallen. Sie stürzt ihm nach, und ihre jugendlich verwandelten Körper umschlingen einander. „Die purpurne Finsternis schlug über sie. Sie wirbelten hinunter ins tobende Meer.“

### Die Tänzerin und der Leib
Thema ist der, auch in anderen Werken des Autors behandelte, Kampf des Willens zur Kunst gegen den ungehorsamen, sich verselbständigenden Körper. Die Protagonistin Ella lernt bereits mit elf Jahren das Tanzen, mit achtzehn Jahren sind ihre grazile sportliche Figur, ihre Technik und ihr diszipliniertes Auftreten für ihren Beruf vollendet und sie nähert sich dem Ideal, kühl den Körper in den Dienst ihrer Kunst zu stellen. Doch schon ein Jahr später befällt sie ein „bleiches Siechtum“, ihre Glieder werden schwer. Sie droht ihrem Leib, aber er gehorcht ihr nicht mehr als Spielzeug.
Als sie auf Drängen ihrer Mutter das Krankenhaus aufsucht, empfindet sie gegenüber dem eigenen Körper nur noch Ekel und den hilfreichen Ärzten gegenüber Abscheu, da sie sich nur um ihren Körper kümmern und ihn heilen wollen. Im Krankenbett verändert sich die Verfassung der Tänzerin. Sie verlernt zu sprechen und Befehle zu geben. Die ganze Behandlung läuft ohne ihren Willen ab. Auf ihre Mutter wirkt „die Verfallene“ kleinmütig und hilfsbedürftig und wiederholt deren tröstende Worte: „Wir stehen alle in Gottes Hand.“ Nach kurzer Beruhigung flackert ihre Abneigung wieder auf. Sie fühlt sich zurückgesetzt gegenüber dem kranken Leib, der vom Pflegepersonal mit Ehrfurcht behandelt wird, den sie aber als ihren alleinigen Besitz betrachtet. So verweigert sie den Ärzten eine wahrheitsgemäße Aussage über ihre Beschwerden und verheimlicht ihre Schmerzen. Später gibt sie die Abwehrhaltung auf, lässt alles gleichgültig mit sich geschehen, fühlt keine Verantwortung mehr und verweist ihren klagenden Körper auf die Ärzte: „‚Sei ruhig bis morgen zur Visite; sag es den Ärzten, deinen Ärzten, laß mich zufrieden.‘ Sie führten getrennte Wirtschaft.“ Nun antwortet sie wieder den Ärzten, doch gleichzeitig bemerkt die Tänzerin mit Ironie deren Erfolglosigkeit. Den stetigen Zerfall ihres Körpers beobachtet sie mit Schadenfreude.
Als eines Mittags von draußen Marschmusik zu hören ist, fühlt sich die Tänzerin angeregt und stickt auf einem weißen Tuch symbolisch ihre Situation: einen kugeligen Leib ohne Kopf, der auf der einen Seite von einem Arzt behandelt und von der anderen Seite her von einem tanzenden Mädchen mit einer Schere angestochen wird, so dass er ausläuft. Ella wünscht wie früher zu tanzen, die Machtverhältnisse wieder umzukehren und die Glieder ihrem Willen zu unterwerfen. Sie ruft nach dem Arzt und als er sich über sie beugt und die Stickerei betrachtet, sagt sie zu ihm: „Du, — Du Affe, — Du Affe, Du Schlappschwanz.“ Anschließend stößt sich die Protagonistin die Nähschere, wie auf dem Bild, in die linke Brust. „Noch im Tod hatte die Tänzerin den kalten verächtlichen Zug um den Mund.“

### Astralia
Die Satire ist ein Beispiel dafür, dass der Autor die gleichen Themen, z. B. surreale Phänomene, einmal mit tragischem Ernst, wie bei den Märchen und Legenden sowie den psychiatrischen Studien, ein andermal, wie bei der Verwandlung Göttings aus der Borniertheit in die Verrücktheit, als witzig-freche Schwänke und Parodien ausführt.
Adolf Götting, Denker und Privatgelehrter, Mitglied mehrerer frommer Vereine sowie Gründer der Brüderschaft Astralia, ist „ein gedrücktes Männlein mit verschrumpeltem Gesicht, gelblich, entzündeten Augen und weicher Stimme“. Er hat eine „Geschichte der hauptsächlichen Fehler im menschlichen Handeln seit dem Sündenfall bis in die Gegenwart“ verfasst und schreibt gerade ein Buch über „Das innere Leben und seine körperliche Darstellung“. Seine fürsorgliche und sparsame Frau Elfride, „ein blasses, angenehmes Wesen“, das ihm einen braunen, schwarzgestopften Strumpf um den Hals bindet, damit sich ihr katarrhalischer Mann in der feuchten Herbstwitterung nicht erkältet, und ihn ermahnt, dass er doch auf sich aufpassen solle, wird von ihm ständig mit seinen absurden Gesundheits- und Verwandlungstheorien belehrt. Solche Gespräche mit ihr unterfordern ihn und er ermahnt sie: „Ich sollte dich nicht anhören, Elfriede. Du weißt nicht, was du sprichst. Heut ist Neumond. […] Das Gemüt, das Gemüt. […] Von innen heraus werde ich alles überwinden.“ Adolf verlässt das Haus und „geht spazieren, weil er Denker ist. Er weiß, daß er Denker ist. Seine Frau weiß es nicht.“ Er fühlt sich aber auch als „Verkünder, ein Seher, der seine Zeit abwartet. […] Eines Tages aber wird ein Wunder geschehen. […] wenn das Gemüt sich hoch genug gestaut hat; es wird ihn verwandeln.“ Danach nimmt er an der nächtlichen Sitzung seiner Brüderschaft teil. Der kleine Kreis trinkt Most und raucht viel. Sie preisen die unvergängliche Seele, fordern die Gütergleichheit und das Verbot, Tiere zu töten. Götting prophezeit den bevorstehenden Weltuntergang. In der Neumondnacht „geschehen seltsame Dinge“.
Am nächsten Morgen taumelt ein halbnacktes Männlein, Adolf Götting, aus der Tür des Lokals und sinniert. „Wenn es geschehen wäre, das Unglaubliche, die Verwandlung, heut über Nacht!“ Er erregt die befremdeten Blicke der Passanten. Er wird von Rolljungen, Bäckern und Barbieren verlacht und von einer Schülergruppe bedrängt, doch er empfindet nur Dankbarkeit: „[E]s ist geschehen. Das Wunder hat sich vollzogen, der Herr hat es vollzogen.“ Er singt: „Das Leid aller Jahre ist vergessen. […] Hosianna, dir Herr.“ Zurückgekehrt in seine Wohnung, erschrickt Elfriede vor ihrem verwirrten Mann. Während er ihr freudig von seiner Verwandlung erzählt, interessiert sie sich nur für seine Kleidung. Darauf beschimpft er sie: „Bist du auch von der Rotte Korah? Heb dich von mir, auf daß ich nicht unrein an dir werde.“ Als er das Lachen der Nachbarn im Treppenhaus hört, brüllt er: „Nicht lachen, nicht lachen! Hier gibt es nichts zu lachen!“ Schließlich verkriecht er sich ins Bett und fleht darum, dass sie aufhören sollen zu lachen, und Elfriede muss ihr zitterndes Männlein trösten.

### Mariä Empfängnis
Die kleine Erzählung wird der romantischen Phase des Autors zugerechnet, in der er das seelische Abenteuer der Protagonisten in das Stilkostüm des Märchens oder der katholisierenden Legende kleidet.
Der Erzähler beschreibt am Anfang Maria im Einklang mit der Natur. Sie läuft „bleich und stilläugig“ durch eine feuchte Wiese und blickt empor zum Laub eines breitästigen Baumes, der in einem von Männern gemiedenen Wald steht. Während des Regens sitzt sie unter den Gespielinnen in der Halle, und gemeinsam beschwören sie singend den Regengott. Sie hat Sehnsucht nach einem Kind, blickt ahnungsvoll zum „schwerblauen Himmel“ hoch und „schauert plötzlich zusammen“, aber den um sie werbenden Freund Josef weist sie jungfräulich ab.
„Als die Mädchen einmal in sanftem Glück unter jenem breitästigen Baum ihre Jugend mit Küssen und Umarmen [genießen]“, zieht ein Gewittersturm auf, und sie sehen eine „schwarze, unermeßlich breit und riesig greifende Wolkenhand, unentrinnbar Willens gleichsam wie eine Gotteshand“ und ein helles Licht blickt wie ein Auge auf sie. Die Mädchen flüchten, Marias Freund eilt herbei und sie sinkt ihm schutzsuchend in die Arme. „In dem dichten Dunkel fuhren Hände ihr über Gesicht und Haare, sie hörte nach dem herrisch befehlenden Donnerschlage heiße Flüsterworte.“
Am nächsten Tag wird Maria von den Gespielinnen „starr mit offenen Lippen auf ihrem Lager“ gefunden. Sie ist verstört, stopft sich ihr Tuch in den Mund oder stöhnt laut auf. „Niemand wußte, was in der Nacht geschehen war, aber man riet bald, daß der Schrecken des Gewitters ihre Seele verstört hatte.“ Nach der Pflege bessert sich ihr Zustand, sie wandert wieder durch das nasse Gras. Doch sie wirkt jetzt feierlich und schaut oft suchend zum Himmel. Allmählich wird sie „gütiger, versonnener“ und weist ihren Freund nicht mehr zurück, sondern streichelt ihm die Hand. Als Maria dann mit dem kleinen Kind „in der blauen Luft“ vor der Halle sitzt, „mit von innen erleuchteten Augen“, blickt Josef sie „sprachlos“ an. „Maria hebt ihr zartes Gesicht lächelnd zum tiefblauen Himmel auf, von dem die düstere Gotteshand nach der jungfräulichen herabgegriffen hatte, öffnet[-] leicht die Lippen gegen das Licht zum Kuß“ und spricht zu ihrem „unschuldige[n] Kindchen“: „Ich liebe dich, ich liebe dich, du Gottespfand.“

### Die Verwandlung
In dem seiner späteren Ehefrau Erna Reiß gewidmeten melancholischen Kunstmärchen erzählt der Autor im Stil der neuromantischen Décadence und des erotischen Ästhetizismus die zwischen Anziehung und Abstoßung schwankende schwermütige Liebe einer narzisstischen Königin.
Die ersten Ehejahre der Königin und des Prinzgemahls sind „friedlos“ verlaufen, doch nach der Geburt ihres Sohnes verschärft sich die Situation. Die Mutter kann das Schreien ihres Kindes nicht ertragen und jagt mit ihrem Gefolge im wilden Ritt durch Wälder und Felder, gibt prunkvolle Feste in reservierten Nebenzimmern von Dorfwirtschaften und trifft sich mit ihrem Liebhaber, einem „leisen kranken Kavalier“, später wird er Graf Hagen genannt und als vorehelicher Freund der Fürstin beschrieben. Ihr Gatte, der dicke traurige Prinzgemahl, sucht inzwischen Trost bei einem „schmächtigen schwarzen Hoffräulein[-] mit strahlenden Augen“. Äußerlich läuft für beide das Hofzeremoniell weiter, doch eines Mittags bricht die Königin das anfänglich heitere Gespräch mit ihrem Mann ab, verlässt den Speisesaal und verschließt die Türen ihrer Gemächer hinter sich. Sie ignorieren sich nun an der Tafel. Erst am dritten Tag reichen sich beide, als sie einander auf dem Gang begegnen, die Hände und schauen einander lange an, doch sie bettelt ihn an zu gehen. Er versteht das richtig als Verlangen und als Aufforderung, zu ihr zu kommen, und verkleidet sich als ihr blonder Kavalier, während seine Ehefrau wie das Hoffräulein ein schwarzes Seidenkleid trägt. In dieser Kostümierung spazieren sie durch das Schloss zu ihren Gemächern. Versöhnt sitzen sie am nächsten Mittag an der Tafel, plötzlich stürzt sie davon, das Geschrei des Kindes störe sie, es solle in einem anderen Schlosstrakt untergebracht und zur Erholung ans Meer gebracht werden. Am Abend lässt sie ihren bleichen Geliebten, den Dichter Graf Hagen, in ihr Zimmer holen, bewusst einen Skandal provozierend. Vor ihrer Ehe hatte sie mit ihm eine leidenschaftliche Affäre, die sie zwei Tage vor der Hochzeit beendete. Als er nachts eintrifft, unterhält sie sich kurz mit ihm, fragt ihn nach seiner Militärkarriere und verabschiedet ihn. Am nächsten Tag dringt der Graf unangemeldet in ihr Zimmer ein und beschwört ihre Liebe. Sie schlägt ihm mit einer Gerte ins Gesicht, wirft ihn hinaus. Er reist sofort aus der Residenz ab, sie fragt den Hofmarschall, ob er noch lebe, lacht höhnisch, als dieser bejaht, und spottet, Dienstboten müsste man häufiger wechseln. Auch der Prinz beendet seine Liebschaft. Das Hoffräulein setzt darauf ihr Zimmer in Brand und wird für verrückt gehalten. Sie reist zum väterlichen Gut, und man findet sie nach zwei Tagen ertränkt im Teich.
Die wilde Königin und der schwermütige Prinz verändern sich nun, sie gehen miteinander spazieren und sind zärtlich zueinander. Abends verkleiden sie sich und treten als Graf und Hoffräulein auf. Nach Meinung des Hofpredigers verarbeiten beide so ihr Schuldgefühl. Die Königin zieht sich zunehmend aus der Öffentlichkeit zurück und überlässt die Regierungsgeschäfte ihren Ministern. Eines Morgens zerstört sie die Kostüme und Perücken des Prinzen, die an den Grafen erinnern, und schneidet sich eine Liebesbissnarbe aus ihrem Oberarm. Sie fordert ihren verzweifelten Gatten zur Tötung des Kindes auf, es sei nicht ihres, eine „lebendige Lüge“. In ruhiger Melancholie leben sie weiter dahin. Selbst Vergnügungen wie die Jagd im Herbst vertreiben nur kurzzeitig die niedergeschlagene Stimmung: „Aber wer sie im Dunkeln heimreiten sah, erkannte, daß die gleiche Verschlossenheit über ihren Gesichtern hing, wie das glitzernde, spinnwebdünne Gewand, das über die Meerfrauen fließt und mit Anbruch der Nacht phosphoresziert.“
Als der Prinz für drei Tage spurlos verschwindet, erregt dies die Gemüter des Volkes, aber er hat nur ihre geheime Reise vorbereitet. Eines Tages verlassen sie, in weiße Mäntel gehüllt, unangekündigt mit einem Dampfer ihr Land und erreichen nach fünf Tagen Fahrt eine kleine, von Fischern bewohnte Insel. Tagelang sitzen sie am Meer, „am Fuß der weißen Kalkfelsen […] oder weiter zurück unter den hohen Palmbäumen“, umarmen und küssen sich, doch ihre Stimmung bessert sich nicht. Eines Morgens bei Sonnenaufgang gehen die Königin und der Prinz in prächtigen Gewändern und mit ihren Insignien auf die sanft schaukelnden Wellen des „glückliche[n] Meer[es]“ zu. Dann springt die Erzählung zum Schlusssatz: „Oben auf dem flinkernden Wasser schwammen nebeneinander ein runder Stab und eine goldene Königskrone.“

### Die Helferin
Die Erzählung ist eine Gruselgeschichte im Stil der Schwarzen Romantik Edgar Allan Poes. Sie handelt von einem rätselhaften Kriminalfall, der in der Mitte des 19. Jahrhunderts von einem New Yorker Gericht untersucht wurde und der nach Meinung des Erzählers der Nachwelt in Erinnerung geblieben wäre, wenn nicht der Sezessionskrieg dies verhindert und mit Mythen überlagert hätte: Grasso, ein italienischer Einwanderer, ist Besitzer eines Beerdigungsinstitutes, das eine Monopolstellung in der fast 200.000 Einwohner zählenden Stadt erlangt hat. Sein Erfolg als Geschäftsmann fällt zeitlich zusammen mit der fünfzehnjährigen Beschäftigung seines Angestellten Mike Bondi, über dessen Lebensumstände nichts Genaues bekannt ist, außer dass er mit dem Chef italienisch spricht. Bondi tritt sehr zurückhaltend auf, seine Augen sind unter den schweren Lidern kaum sichtbar, seine kleine Gestalt, die keine Alterung zeigt, bewegt sich mit weichem schleichendem Gang durch die Stadt und wird von einem weißen russischen Windhund begleitet. Mike macht oft Krankenbesuche und beruhigt die Patienten mit seiner sanften Stimme, so dass er deren großes Zutrauen sofort gewinnt. Bald darauf sterben sie schmerzlos. Eine polizeiliche Untersuchung dieser Vorgänge wird durch Beobachtungen des Rechtskonsulenten Martin, Grassos Nachbar, ausgelöst. Nach dem Tod seiner Frau sucht er eines Nachts den Bestatter in seinem neben der Wohnung liegenden Magazin auf, um ihm die Aufbahrung und Beerdigung zu übertragen. Dabei entdeckt er, wie Grasso von zwei weißen aus einem Sarg herausgestreckten Armen an die Brust einer Frau, die er „Bessie“ nennt, gedrückt wird. Am nächsten Tag berichtet Martin Grassos Ehefrau vom Vorfall. Als sie in der folgenden Nacht die Geschichte überprüft, wird sie Zeugin der Begegnung zwischen dem Wesen im Sarg, das sich als Mike Bondi herausstellt, und ihrem Gatten. Nach ihrer Anzeige werden Grasso und Bondi verhaftet. Der rätselhafte Bondi wird als eine zwanzigjährige Frau enttarnt. Sie sagt aus, sie heiße Bessie Bennet und sei vor achtzig Jahren in Senn Fair bei New York an Schwindsucht gestorben. Sie hätte noch gerne weitergelebt und sei von einer unbekannte Macht zur Dienerin des Todes ernannt worden und habe so die Chance bekommen, wiederzukehren und als Helferin den zum Abschied bereiten Sterbenden einen „liebreichen Tod“ zu schenken. Man hält dies für eine merkwürdige Ausrede und sie wird des Giftmordes angeklagt und soll das Gift vorzeigen. Man droht ihr mit der Folter, doch sie weigert sich, der Aufforderung nachzukommen, und verwandelt sich in eine schwarze über das Haus aufsteigende Flamme, die sechshundert Menschen tötet und den Stadtteil in Schutt legt. „Den liebreichen Tod sah man von Stund nicht mehr durch die Straßen gehen.“ Lebendig blieb im Lande nur die „Fabel“ von ihm und „von der Vertreibung seiner Gehilfin“.

### Die falsche Tür
Die Erzählung thematisiert den Schicksalsglauben eines abergläubischen Offiziers, der im Traum, ohne eine Frage gestellt zu haben, eine Botschaft erhält. Deren Befolgung führt in grotesker Weise zu seinem Tod, und dieses Schicksal scheint für seine Kameraden im Grunde genommen zu seiner Person zu passen.
Zu Ehren der Brüder Kyrias findet im Offizierskasino einer Provinzgarnison ein geselliger Abend statt. Ein trinkfester Kreis spielt Karten und trinkt viel. Nick Kyrias, der jüngere Bruder, ist sehr redselig und erzählt, welche magische Kniffe er in Monte Carlo vergeblich angewandt habe, um das Glück zu beschwören, u. a. habe er in Strümpfen gespielt oder das Spielgeld von einer hässlichen Frau an einem Freitagmorgen von der Bank abholen lassen. Jetzt beobachtet er den Spielverlauf genau und berechnet seine Chancen. Oberleutnant Irfen betritt betrunken den Raum und nimmt gegenüber Nick Platz. Er ist bekannt für seine Spelunkenbesuche und seine Unzuverlässigkeit. Er wurde vor drei Jahren aus der Hauptstadt in diese Garnison strafversetzt, weil er, obwohl wegen seines Fleißes und seines Scharfsinns für eine Beförderung vorgesehen, unter Alkoholeinfluss sein eigenes Pferd und zwei Pferde des Kommandeurs erschossen hatte. Als er sieht, wie Nick für sein Spiel eine Wahrscheinlichkeitsrechnung auf ein Blatt schreibt, beschmiert er dessen Papier mit der Begründung: „Kismet, es gibt nur das Fatum.“ Er erklärt, dass das Glück nicht durch Nachdenken und Planen erzwingbar sei, es komme oder bleibe weg. Aber er werde im Schlaf „Kismet“ sagen und die Zukunft befragen.
Am nächsten Tag treffen sich alle wieder im Kasino. Es wird viel getrunken. Plötzlich steht Irfen auf und schreit: „Nummer 6“ und „Perastraße […] Da wohnt sie.“ Er sagt, das Fatum habe gesprochen. Nick und seine Kameraden verhöhnen ihn und wollen die Prophezeiung der „Pythia“ überprüfen. Sie gehen zur Perastraße, Irfen voraus „mit ziehendem Schritt“ und „in unglaublichem Gleichmaß“. Nick wird es unheimlich und er denkt: „Er versündigt sich.“ Es kommt ihm vor, als gehe der Oberleutnant „mit festgeschlossenen Augen“ und einer „unbeirrbare[n] Sicherheit auf seinem Gesicht“ voran. Irfen klopft an die Tür des Hauses Nummer 6. Er erklärt dem kroatischen Diener Kari, er müsse „hier im Haus etwas sehen“, er habe „eine unaufschiebbare Mission“. Der hinzugekommene Besitzer Kastelli weist ihn zurück, er könne jetzt nicht hereinkommen, im Obergeschoss schliefen die Damen, und der Kroate wirft ihn, als er die Treppe hoch steigen will, hinaus. Darauf schlägt Irfen die Tür ein und zieht seinen Degen. Drauf schießt Kari zweimal auf den Leutnant. Nick Kyrias, am Arm verletzt, kommentiert seinen Tod: „Kismet“. „Im Kasino sagte man bei gelegentlichen Besprechungen des Falles, dass der Verlauf der Sache im Grund vorauszusehen war.“

### Die Ermordung einer Butterblume
Michael Fischer, Chef einer Firma, büßt in dieser Geschichte einer Psychose in grotesker Weise für eine geheimnisvolle Schuld. Täglich macht der Kaufmann seinen Spaziergang von Immenthal nach St. Ottilien, zählt dabei die Schritte und schwingt die Arme. Offenbar will er seinen von der Kontorarbeit verkrampften Körper entspannen und trainieren: „Man wird nervös in der Stadt“. Als er mit seinem Gehstock an Unkraut hängen bleibt und vergeblich versucht, ihn zu lösen, gerät er darüber in große Wut und haut wild auf das Grün ein. Dann fordert er wie von seinen Angestellten und Lehrlingen Gehorsam ein: „Man muß diesem Volk bestimmt entgegentreten“. Dabei schlägt er einer Butterblume den Kopf ab und erblickt aus dem „Körperstumpf […] weißes Blut […] in dickem Strom“, der sich zum grotesk-apokalyptischen Bild einer Flut entwickelt, auf sich zu rinnen. Er hat Angst vor der Rache der Natur und versucht dies zuerst verstandesmäßig zu kontrollieren. Obwohl er die Erscheinung, wie in der Firma einen ungehorsamen Angestellten, hinauswerfen lassen will und er seine Furchtsamkeit über die Ermordung einer „erwachsenen Butterblume“ bespöttelt, gelingt es ihm nicht, sich zu beruhigen. Vor Ekel wendet er sich vom verwesenden Kopf der Pflanze ab und sucht das Weite. Da seine Füße ihn augenscheinlich unwillentlich forttragen, will er sie mit einem Taschenmesserstich daran hindern. Doch erschöpft stößt er das Messer in einen Baum und entscheidet sich zum Tatort zurückzukehren, um die vielleicht nur verletzte Pflanze zu verbinden und ihr Leben zu retten. Doch die Blume, nun vermenschlicht auf den Namen „Ellen“ getauft, kann er nicht finden. Er ruft nach ihr und fordert vom Wald ihre Herausgabe. Er erblickt einen Harztropfen weinenden Baum und reißt sich, im Glauben, die Bäume würden über ihn Gericht halten, vom Ort los, flüchtet durch einen sich verengenden Pfad. Eine Tanne schlägt ihn nieder und in Strömen blutend, mit zerbrochenem Spazierstöckchen und halb zerfetztem Gehrock kommt er bei Nacht im Dorf an, während hinter ihm der Berg die Fäuste schüttelt und die Bäume ihn beschimpfen.
Am nächsten Tag schikaniert der Kaufmann seine Lehrlinge. Am zweiten Tag versucht er sein Gewissen durch Entschädigungen zu entlasten. Zur Sühne legt er für Ellen ein Konto an und schreibt ihr 10 Mark gut, dann opfert er Speis und Trank. Ellen erhält auf einem eigenen Teller einen Teil seiner Mahlzeit. Sein Verhalten nimmt religiöse Züge an, die Blume gehört zu seinem Alltag: Wie ein Gewissen überwacht Ellen seine Handlungen, und er verliert die Freude an der Schönheit der Welt, weil all dies und das „Brautglück des Sommers“ Ellen versagt ist. Er bedauert sie und hasst sie zugleich, weil er um sie trauern muss. Dieser Guerillakrieg zwischen „Todespein und Entzücken“ lässt ihn sogar an Selbstmord denken. „[E]r labte sich ängstlich an ihrem wütenden Schreien, das er manchmal zu hören glaubte. Täglich sann er auf neue Tücken.“
Eines Tages geht Fischer auf seinem Weg nach St. Ottilien am Todesort vorbei und kommt auf die Idee, eine Schwester oder Tochter Ellens auszugraben, sie in einem „goldprunkenden Porzellantopf“ in sein Schlafzimmer zu stellen, sie zu hegen und zu pflegen und damit die Tat zu sühnen: Er könnte dieser Blume das Leben retten und damit den Tod der Mutter kompensieren. Zugleich hätte „die Alte“ eine „Nebenbuhlerin“, und er könnte sie damit „ärgern, sie ganz kaltstellen“. Außerdem blieben ihm die Entschädigungen erspart. Er führt die Idee sogleich aus: „Täglich begoß der Glückliche die Pflanze mit boshafter Andacht und opferte der Toten, Ellen.“ Wenn er ihr Winseln hört, steigt sein Selbstbewusstsein. Eines Abends erklärt ihm die Wirtschaftlerin, sie hätte den Topf beim Putzen zerbrochen und die Pflanze samt Scherben entsorgt. Fischer kann sein Glück kaum fassen: „Nun war er die ganze Butterblumensippschaft los. Das Recht und das Glück standen auf seiner Seite. Es war keine Frage. Er hatte den Wald übertölpelt.“ Plötzlich steht er von seiner Chaiselongue auf und nimmt den Weg Richtung St. Ottilien und verschwindet „in dem Dunkel des Bergwaldes“: „In Gedanken schwang er schon sein schwarzes Stöckchen. […] Er konnte morden, so viel er wollte. Er pfiff auf sämtliche Butterblumen.“

### Der Ritter Blaubart
Die Erzählung greift im Stil der neuromantischen Décadence mit Motiven des Kunstmärchens und der katholisierenden Legende die in der Literatur häufig adaptierte und variierte Geschichte des frauenmordenden Blaubart auf und versucht das Geheimnis der Geschlechterliebe zu enthüllen. Die Erzählung beginnt mit einer detaillierten Naturbeschreibung einer öden, einst vom Meer überfluteten Ebene zwischen einer Stadt und dem Meer. Hier landet Baron Paolo di Selvi nach einer Weltreise. Der breitschultrige Ritter betritt die Stadt, „sprühend von Laune, träumerisch, eroberungssicher“. Seine klaren Augen scheinen nicht zum mädchenhaft weichen Mund zu passen. Er ist gekommen, um die letzte Habe eines toten Bootsmannes dessen Vater zu überreichen. Auf dem Weg zurück zu seinem Schiff wird er am nächsten Morgen besinnungslos, mit Hautausschlägen und verquollen am Strand aufgefunden. Er zeigt Anzeichen eines traumatischen Erlebnisses. Der Verletzte wird in die Stadt gebracht und verarztet. Nach einer Woche ist er genesen. Daraufhin entlässt er seine Mannschaft und lässt sich in der Stadt nieder.
Nach einem Wohnungswechsel beauftragt er einen Baumeister mit dem Bau eines Schlosses mitten in der Heide zwischen Meer und Stadt auf einer Gesteinsklippe. Nach der Fertigstellung nimmt der Baron eine Portugiesin zur Frau, „ein braunes kindliches Wesen“, die abgesehen von einem Ball im Theater nicht am öffentlichen Leben teilnimmt. Eine Woche später liegt sie tot im Korridor vor ihrem Zimmer. Der zur Hilfe gerufene Arzt diagnostiziert eine Lungenembolie. Eine Zofe erzählt ihm „von einem alten Herzeleid der fremden Frau“. Der Witwer hat sich nach drei Wochen offenbar von dem Schlag erholt und vertreibt sich in der Stadt die Zeit mit gesellschaftlichen Einladungen, Kampfspielen und Erzählungen seiner Reiseabenteuer an lustigen Weinabenden.
Darauf fährt er wieder zur See und kehrt nach acht Monaten mit einer fremden Frau in die inzwischen grün ausgemalten Gemächer seines Schlosses zurück. Sie taucht nie in der Stadt auf und liegt eines Morgens im schwarzen Reitkleid tot auf dem Hof. Diesmal sorgen die Geschehnisse für Verwirrung unter der Bevölkerung. Der Baron wird beschimpft. Nur die schmächtige hellblonde Tochter eines Ratsherrn verliebt sich in ihn und zieht trotz der Warnungen ihrer Verwandten zu ihm ins Schloss. Knapp einen Monat später findet man ihre Leiche an einem Mauerdurchbruch. Jetzt wird der Baron verhaftet, aber die Exhumierung der beiden Toten und alle weiteren Untersuchungen können den Verdacht eines Giftmordes nicht bestätigen, weshalb er wieder freikommt. Dem wütenden Volk kann er zwar höhnisch lachend mit einem Revolver entkommen, er meidet aber fortan die Stadt.
Die Haupthandlung der Erzählung beginnt mit der Ankunft Miß Ilsebills. Eine kleine Jacht setzt sie am Stand ab und ein Schimmelgespann kutschiert sie in die Stadt. Sie fragt im Gasthof nach dem Baron und man verweist sie auf das Pferderennen am nächsten Tag. Dort macht sie in ihrem blauen wallenden Samtkleid und einer weißen Feder im Haar Paolo di Selvi auf sich aufmerksam. Er lädt sie zur Kutschfahrt zu seinem Schloss ein, und sie quartiert sich bei ihm im Damenflügel ein. Am nächsten Tag reiten sie zusammen aus, musizieren miteinander, sie singt und tanzt für ihn. Plötzlich beginnt er zu weinen, flüstert ein Gebet, schreit für sie unverständliche Worte und bringt sie in ihr Zimmer. In der ersten Nacht schleicht sie sich „allein trotzig und finster“ an die Tür eines abgeschlossenen Raumes, die sie mit Hilfe ihres goldenen Kreuzes öffnen kann, und ist in dem „heimlichsten Zimmer“. Es ist ein durch eine zackige Felsenwand begrenztes und spielerisch-phantasievoll mit zärtlichem Frauentand, grüner Seidenbespannung und Blumengeruch ausgestattetes, ruhevolles und sanftes Frauengemach. Hier träumt sie stundenlang auf dem grünbezogenen Nachtlager und schlüpft morgens zurück in den Damenflügel. Dieses Doppelleben wiederholt sich in der folgenden Zeit: „Des Tags fand Miß Ilsebill keine Ende des Plauderns, Singen und Lockens vor dem versunkenen Mann“. Als sie mit raschelnden Schleiern vor ihm tanzt und ihm versichert „Ich bin Ihr eigen, Paolo“, fragt er schwermutsvoll: „Sind Sie das, Miß Ilsebill?“
Eines Tages klagt sie über Schmerzen und bittet, nach einem Arzt zu schicken. Sie höre ein Geräusch, „ein gleichmäßiges Streifen, Rieseln und Scharren, als liefe ein Tier über Sand und bliebe schnaufend stehen.“ Doch der Baron antwortet rau, sie solle sich lieber zerstreuen oder von hier fortgehen, „er wolle kein Weib und keinen Menschen und nichts; er hasse sie alle, die höhnischen und sinnlosen Wesen.“ Sie solle sich ihre Krankheit mit einem Messer aus dem Herzen schälen. Er taumelt und wirkt „schwermutsvoll und ohne Trost“. Jetzt geht Ilsebill allein spazieren und bringt ihm kleine Geschenke z. B. seltene Muscheln oder blaue Steine vom Strand mit. Unterwegs erzählt ihr ein Bauer, dass der Baron seine Seele an ein böses Ungeheuer auf der Heide verkauft habe, das alle paar Jahre einen Menschen als Opfer brauche. Offenbar sei aber keine Frau bereit, den Ritter zu erlösen.
Um Ilsebill aufzuheitern, lädt der Baron einen Dichter ein. Der schlanke junge Mann betrachtet sie mit „herrischen Blicken“ und tanzt mit ihr lustvoll unter ihrem „letzte[n] Schleier“. Vom Balkon verlacht „die Entfesselte […] das Schloss und den Sumpf und die scharrenden Tiere.“ Sie schreit in die Heide, sie wäre wahnsinnig, „eine Leiche bei lebendigem Leibe. Mögen alle Drachen ausbrechen und Paolos Glück morden: sie kenne nur ein Tier, das ausbrechen wolle, und das sei sie selber“. Sie beschließt ihre Flucht und will das Schloss dabei niederbrennen. Paolo hindert sie daran, indem er sie zum ersten Mal zärtlich küsst und mit der „ruhigen Aufgeschlossenheit seines heiteren Gesichts“ und mit Augen „voll Teilnahme“, die einen „erschreckenden Trost [spenden]“, zu ihr sagt, dass er in die Stadt gehe. Sie flüchtet sich in die Geheimkammer, schläft auf dem Teppich ein und träumt, dass aus dem Felsen Wasser quillt und ein Meeresungeheuer, eine vielarmigen Meduse, sie verfolgt.
Am nächsten Tag wandert Ilsebill über die Ebene und erlebt, wie eine Flut die Dämme durchbricht, das Schloss und seine Umgebung unter Wasser setzt und viele Menschen mit sich reißt. Sie rettet sich auf einen Berg, betet an einem Baum, in dessen Äste sie ihr Kreuz hängt: „Ich möchte doch leben […]. Ach, liebe Mutter Gottes, sei gut zu mir“. Nebel, Marias Mantel, hüllt sie ein. Ilsebill wird immer dünner und löst sich im Nebel auf. Der Baron entdeckt, als er auf seinem schwarzen Pferd über den Berg reitet, das Kreuz an einem Baum und betet ebenfalls zu Maria, die ihnen große Angst und große Liebe beschert habe. Nach vielen Jahren soll er, wie man hört, in Mittelamerika mit seiner Truppe im Kampf gegen die „heidnischen Indianer“ bei einem „heimtückischen Angriff“ ums Leben gekommen sein.

### Der Dritte
In dieser Satire parodiert der Autor die Fassade gesellschaftlicher Konventionen sowie die normierte geschlechtliche Rollenerwartung und die aus beidem resultierende Doppelmoral der Menschen.
Der berühmte Bostoner Frauenarzt Dr. William Converdon gibt eine Stellenanzeige für eine Sekretärin auf. Vier Tage später wählt er von zwei Bewerberinnen nicht das „scharfzüngige[-]“, schwarze, intelligente Fräulein, sondern die vollwangige schüchterne Mary Walter mit den blonden geflochtenen Zöpfen, ohne ihre Zeugnisse anzusehen. Seine Begründung ist, ihr schnell überdrüssig werden zu können und sie wegzuschicken. Am nächsten Morgen fühlt er sich bei seinem Diktat von ihr in seinem Gedankengang gestört. Er nähert sich ihr, küsst sie in den Nacken und, zu seiner Überraschung, sie ihn. Er macht ihr eine der Situation angemessene Liebeserklärung und lädt sie ins Theater und zum Abendessen ein. Nach einer Woche übernachtet sie bei ihm und ihn stört ihr jungfräuliches sexuelles Verhalten. Am nächsten Morgen macht er ihr schwere Vorwürfe, wirft ihr einen „schlechten Lebenswandel“ und das „Missverstehen seiner Person“ vor, verspricht ihr aber eine dreimonatige Einstellung. Dann ersetzt er sie durch einen Bürobeamten, mietet ihr eine Wohnung im Nachbarhaus und überträgt ihr die Aufgabe einer Gesellschaftsdame, die ihm bei Bedarf zur Verfügung stehen muss. Er behandelt sie launisch und voller Willkür, mal muss sie mit ihm zu Abend essen, mal will er allein sein und weist sie grob aus dem Zimmer. Doch als sie ihm anbietet wegzugehen, verbietet er es ihr. Am anderen Tag ist er galant, klagt mit verzweifelter, gequälter Demut und möchte von ihr getröstet werden. Mary zieht in sein Haus ein und Converdon weist seine Haushälterin an, sie zuvorkommend wie seine Tochter oder Frau zu behandeln. Sie begleitet ihn auch im Wagen auf seinen Visiten, aber mit weißem Schleier, damit man nicht ihr Gesicht betrachten kann. Mary erträgt seine Launen geduldig. Wenn sie ihm nicht widerspricht und ihm alles recht machen will, wirft er ihr eine kindliche, „unreale, idealistische“ Auffassung vor. Ihn stört ihr keusches Verhalten in der Liebe und er bringt ihr obszöne Praktiken aus seinen Bordellerfahrungen bei. Am Tag darauf erklärt er ihr, dass sie zur Schauspielerin im Varieté ausgebildet werden soll. „Sie gehörte allen Menschen, jeder könnte sie nehmen.“ Jetzt genießt Converdon glücklich als Voyeur, wie die Zuschauer seine schöne Frau lüstern anstarren und begehren. Als Mary nach ihrer Tanzvorstellung erst am nächsten Nachmittag freudig erregt nach Haus kommt, bittet er sie, sich nicht mehr zur Schau zu stellen, und heiratet sie.
Während ihrer Hochzeitsreise in ein Seebad erhält Converdon einen höflichen Brief von einem Akrobaten, einem sogenannten Parterregymnasiker namens Paul Wheatstren. Dieser informiert ihn, den Ehemann, dass er um seine schöne Mary werben möchte, und fordert ihn auf, ihm den Weg freizumachen und sich am 25. des Monats im Charlespark umzubringen. Converdon sucht daraufhin den Rivalen persönlich auf, bespricht mit ihm in der gesellschaftlichen Form eines Gentleman die Angelegenheit und droht ihm, ihn zu erschießen. Wheatstren erwidert mit einem überlegenen Lächeln, dass dies sinnlos sei, da am nächsten Monat ein neuer Mann seine Frau umwerbe. Converdon leuchtet das Argument ein und er gibt auf. Danach sucht er, da er als Frauenarzt kein Psychologe sei, Rat bei einem Pfarrer. Dieser stellt in ihm „ein gewisses Dunkel und eine Borniertheit“ fest, „eine angeborene Eigenschaft, durch Erziehung und Lebensweise gepflegt, [sie] sei kaum mehr zu beheben. Die Situation sei erfreulich für die Frau Mary.“ Er tröstet ihn mit der „Belanglosigkeit seiner Existenz“. Converdon nimmt sein Schicksal an, erlebt mit seiner Frau noch einige schöne harmonische Tage, besucht mit ihr die Varietéveranstaltungen seines gelenkigen Nachfolgers und erhängt sich am fünfundzwanzigsten mit dem Schlips. Wheatstren sucht die Witwe auf und gibt sich als Freund des Verstorbenen aus. Schließlich heiratet er Mary, verwaltet ihr Vermögen und führt sie ins Theater und auf Rennplätze. Er stört sich aber an ihrer Routine in den „Vergnügungen des Genusses“ und erkennt, dass sie „ihrer ganzen Anlage nach nicht für einen einzelnen Mann wie ihn geschaffen [scheine], auch wiesen die bezeigten Talente darauf hin. Und so empfahl er ihr dringend, ihre Begabung zu verwerten; auch das größte Kapital würde schließlich aufgezehrt. Sie verschloss sich seinen Darlegungen nicht.“ Wheatstren „behandelte sie roh und mit Berechnung. Sie aber pries ihn auf Schritt und Tritt, weil er ihr das Höchste bot, was es auf Erden gäbe, nämlich erhebliche Abwechslung.“

### Die Memoiren des Blasierten
In seinen Memoiren analysiert ein Skeptiker zynisch den Zauber der Liebe. Der Ich-Erzähler, in der Überschrift als der „Blasierte“ bezeichnet, d. h. der abgestumpft und keiner tiefen Empfindungen Fähige, hält Aufzeichnungen über das eigene Leben eigentlich für unnötig, denn die unterschiedlichsten Handlungen seien gleich unwichtig, ob es sich um das Erobern, das Beten oder die Umarmung von Frauen handelt. Doch die Aufklärung der Menschheit erfordere es in diesem Fall. So schreibt er aus seinen Erfahrungen eine Klag- und Warnschrift über die Liebe:
Schon als junger Mensch wollte der Erzähler wissen, was das eigentliche Wesen der Lieben neben dem „Naturtrieb“ ist. Er habe immer schon eine natürliche Neigung zu den Frauen, Mitleid mit ihrer Mutterschaft und dem daran anschließenden körperlichen Abnutzungs- und Alterungsprozess gehabt und als weiblich auch Gegenstände angesehen, u. a. eine grüne Tischlampe, vor der er sich beim Ausziehen so schämte, dass er ein Leinentuch über sie warf. Doch was Liebe ist, wusste er nicht. Bei ihrer Erkundung beschritt er den Weg von der Theorie zur Praxis. Zuerst durchforschte er die Belletristik und Poesie, philosophische Schriften und Zeitungstexte, z. B. Selbstmordanzeigen. Aber für ihn waren es Definitionen und Beschreibungen aus einer anderen Welt. Nach dieser Enttäuschung suchte er Männer in leitenden Positionen auf, die „Liebe“ als ein leeres Wort oder eine Freizeitbeschäftigung für Müßiggänger hielten. Seine Freunde lachten ihn aus und sprachen von inneren Vorgängen, von Gefühlen, ohne sie aber zu präzisieren. So beschloss er, das Feld selbst zu erkunden. Dabei ging er planmäßig vor, beobachtete Passanten in Städten und Ländern, wo die Liebe stark vorkommen sollte. Er betrachtete distanziert den Umgang der angeblichen Liebenden miteinander, ihre stereotypen Redensarten und geschlechterspezifischen Gesten der Werbung und ihre Berührungen „des Gegners“. Alles kam ihm vor wie inszenierte Spiele und mechanische gesellschaftliche Rituale. Er ahmte sie nach und merkte, dass die Frauen darauf ansprachen und Erwartungen einer festen Bindung an ihn hatten, doch er entwickelte damit keine Liebesgefühle, eher Ekel. Für ehrlicher sah er einen „gutgeschulten Stamm von Dirnen“ an. „Unendliche Massen von Energie bei den Männern würden damit frei für andere, kulturfördernde Tätigkeit; die Kunst der Genüsse, von einer Gemeinschaft von Auserlesenen mit Sorgfalt gepflegt, würde in kurzer Zeit eine unerhörte Blüte zeigen.“ Obwohl er immer wieder Geschlechtsverkehr hatte, verband er seinen Trieb mit Abneigung gegenüber den Frauen. So schleppte er aus Frustration und Hass ein buckliges Aufwaschmädchen des Hotels, das ihn angelächelt hatte, auf sein Zimmer und schändete damit alle ihn herausfordernden Frauen. Dies begründete er mit der Vergiftung des Mannes durch die Frau. Sein Hass umfasste auch weibliche Tiere. Mütter bezeichnete er als elende Geschöpfe. „Schamlos ist nicht nur das Entblößen des Leibes; jedes Wort, jede Bewegung verrät uns. Und so drückt uns die Scham in den Erdboden hinein; keine Rettung gibt es vor der Scham als den Tod.“ Als das Küchenmädchen seine Gewalt als Zuneigung missdeutete und zu ihm zutraulich wurde, geriet er in „eine maßlose, ganz furchtbare Wut“, schlug sie „ohne eine Freude und Erleichterung dabei zu fühlen“, holte sie aber immer wieder zu sich und „weinte […] nachts stundenlang in [s]einer Weise, ohne Tränen, an ihrer Brust“. Zugleich behauptet er seine Reinheit: „Oh, wie fromm bin ich; ich bin sehr fromm. […] Mein Blut ist rein, ist rein.“
Nach diesem Bekenntnis wandert der Erzähler im Morgenlicht durch eine Berglandschaft. Er wiederholt seinen Hass auf „die Weiber“, die ihn vergiftet hätten. Er weiß, dass er sich im tiefen Schnee verlaufen hat: „Komm ich herunter, komm ich nicht herunter? […] Mein Gott, hilf meiner kranken Seele bald.“

### Das Stiftsfräulein und der Tod
In dieser Erzählung überträgt der Autor den Stimmungszauber des Symbolismus bzw. der neuromantischen Décadence mit der Themenkette Natur-Vergänglichkeit-Eros-Tod ähnlich den Dichtungen Hugo von Hofmannsthals, Rainer Maria Rilkes und Thomas Manns aus dieser Epoche auf die letzten Lebensmonate eines Stiftsfräuleins.
Ein Stiftsfräulein beobachtet aus ihrem Fenster die Geschehnisse in der Natur im Schneelicht: „Draußen schmolz in dem Vorgarten ein grelles Weiß […] langsam ab unter der Mittagssonne; dünne schwärzliche Wasser rieselten um die Bäume.“ Dies deutet sie als Ankündigung ihres nahen Todes. Unter dem Eindruck dieser Nachricht verbringt sie die nächsten Tage und Wochen. Beim Abendessen nimmt sie nur einen Bissen und verlässt den Speisesaal Richtung Zimmer. Zitternd löscht sie die Lampe, kleidet sich im Dunkeln aus, steigt in ihr Bett. Sie kann nicht schlafen, atmet stockend und liegt mit offenen Augen da. Gegen Mitternacht leuchtet der Mond in ihr Fenster und wendet sich erst um halb vier ab. Am darauf folgenden Tag macht sie gebückt in ihrem schwarzen Kleid einen Spaziergang im Park. Unter kahlen Ästen führt sie ein lakonisches Gespräch mit ihrer Freundin. In der folgenden Nacht leuchtet der Mond wieder vor ihrem Fenster, sie spürt eine Erschütterung des Bettes und klammert sich am Gestell fest. Am dritten Tag ändert sich ihr Verhalten. Im Gegensatz zu den vorherigen Tagen isst und spricht sie sehr viel und bittet eine Freundin vergeblich, bei ihr zu übernachten. Sie fühlt sich dann in ihren Raum hineingestoßen, schließt Türen und Fenster, besprengt die Wände mit Kölnischem Wasser, legt vor eine Marienstatue frische Blumen und weint. Nachts stört sie das Ticken der Uhren, sie steht auf und hält die Pendel an. Als die Uhrblätter mit einem Grinsen zu reagieren scheinen, läuft das Stiftsfräulein in seiner Angst in den dunklen Park zu dem Teich unter den wirren, schwarzen Sträuchern. Sie schreit „Ich muß sterben“, watet ins kalte Wasser, flieht aber wieder in ihr Zimmer zurück.
Die nächsten Tage nimmt das Stiftsfräulein seinen gewohnten Tagesrhythmus wieder auf, mit Beten, Sticken, Kartenspielen, Spaziergängen, Unterhaltungen. Ihr Verhalten hat „etwas Verwundertes“ und „Überlegenes“, was auf die anderen Damen hochmütig wirkt. So vergeht die Zeit bis ins Frühjahr. Als die Sträucher wieder grüne Blätter bekommen, putzt sie sich für ihre Spaziergänge mit einer blauen Bluse und schreibt an den Tod adressierte Briefe auf Rosenpapier: „»an meinen lieben strengen Herrn, den Tod«, Briefe voll verschämter Anspielungen, kokett und scherzhaft“ und vergräbt diese im Gebüsch. Sie betrachtet ihren gealterten Körper und bereitet sich auf den Tod vor: Sie rückt im Bett jetzt an die Wand. „[Sie] ließ einen kleinen Platz neben sich, den sie zögernd mit dem Arm bedeckte, dann nahm sie ihn wieder weg, legte ihn wieder herüber, es war ein Spiel. Die Arme gegen die Brust gepreßt, das heiße magere Gesicht nach der leeren Stelle des Kissens gewandt […] bald tasteten ihre Finger über das Kissen, spitzten sich ihre Lippen.“ Oft kehrt sie von einem Spaziergang mit rotem Klee, Weidenruten und Maikätzchen zurück, ihr Gesicht strahlt, sie singt, lässt die Tür und Fenster offen, betet zu Maria und schmückt ihr Bild mit grünen Zweigen. Eines Nachts steigt der Tod brutal in ihr Bett und ergreift gewaltsam ihren Leib. „Ihre Lippen flehten. Ein Würgen kam. Die Zunge fiel in den Rachen zurück. Sie streckte sich. Da stand der Tod auf und zog das Stiftsfräulein an ihren kalten Händchen hinter sich her zum Fenster hinaus.“

## Editionsgeschichte
1906 bot Döblin dem Bruno Cassirer Verlag sein Manuskript an. Von 1908 bis 1911 wurden die Novellen in den Publikationsorganen Das Magazin (Das Stiftsfräulein und der Tod) und Der Sturm – mit Ausnahme der letzten Erzählung Die Memoiren eines Blasierten – veröffentlicht. Im Dezember 1911 überarbeitete Döblin die Sammlung und sendete sie dem Religionsphilosophen und Lektor des Verlages Rütten & Loening Martin Buber zu. Schließlich erschienen die zwölf Novellen im Band Die Ermordung einer Butterblume und andere Erzählungen November 1912 im Münchner Georg Müller Verlag. 1913 erschien die zweite Auflage. Die Novelle Das Stiftsfräulein und der Tod wurde im selben Jahr als Einzelausgabe gemeinsam mit fünf Holzschnitten Ernst Ludwig Kirchners im A.R. Meyer Verlag veröffentlicht. Die im Lyrisches Flugblatt enthaltenen Illustrationen sind die ersten des Malers. Die Erzählung Der Ritter Blaubart erschien 1923 als Blaubart und Miß Ilsebill in einer Ausgabe des Tillgner Verlages mit Steinzeichnungen Carl Rabus. 2001 gab Christina Althen Die Ermordung einer Butterblume. Sämtliche Erzählungen als Band 14 in der von Walter Muschg im Walter Verlag begründeten kommentierten Werkausgabe heraus. Kostengünstige Leseausgaben erschienen 1965 in der dtv Verlagsgesellschaft und 2013 im S. Fischer Verlag.

## Rezeption
Der Band gehört zu einer Reihe zyklischer Erzählprosa des Expressionismus, darunter Georg Heyms Der Dieb (1911), Heinrich Eduard Jacobs Das Leichenbegängnis der Gemma Ebria (1912), Kasimir Edschmids Die sechs Mündungen (1915), Gottfried Benns Gehirne (1916), Leonard Franks Der Mensch ist gut (1917), Alfred Lemms Mord (1918) oder Paul Zechs Das Ereignis (1919) fallen.
1906 hatte Döblin seine Erzählungen im Verlag Bruno Cassirers eingesendet, dessen langjähriger Lektor, der Dichter Christian Morgenstern, eine Veröffentlichung ablehnte. „Die Novellensammlung Die Ermordung einer Butterblume macht auf mich – trotz mancher merkwürdiger Einzelheiten – einen unheimlichen, krankhaften Eindruck. Man meint zuweilen fast, einen geistig nicht ganz Gesunden vor sich zu haben. Die Sachen erinnern manchmal an Garschin, nur eben dass der grosse Zug fehlt“, urteilte er. Nach Ute Schneider lag es an „Morgensterns mangelnden Verständnis für psychopathologische Themen innerhalb der Literatur und die Unvereinbarkeit des Expressionismus mit bildungsbürgerlichen Werten“.
Kurt Pinthus, Herausgeber der expressionistischen Anthologie Menschheitsdämmerung, befand: „So zeigt die Novellensammlung Döblins, die er nach einer dieser kurzen Geschichten „Die Ermordung einer Butterblume“ genannt hat, die Umwandlung vom Impressionismus zum Expressionismus. Außer dieser für unsere neueste Literatur symptomatischen Bedeutung ist das Buch aber auch wegen seines absoluten künstlerischen Wertes durchaus zu beachten.“ Der expressionistische Lyriker Albert Ehrenstein lobte die „edle Leidenschaftlichkeit des Stils, Glut einer gleichwohl hart geschmiedeten Sprache, spannend – plastische Handlung, Psychologie ohne ekelhaft-intime Seelenzerfaserung“. Der Kritiker Joseph Adler hob in einem im Sturm erschienenen Artikel den geringen Umfang der Erzählungen, den parataktischen Stil und die plastische Sprache Döblins hervor. Die erste Novelle sei „die gewaltige Musik des Meeres. Sie ist die melodische Unrast des Elementes selber, sie gibt nicht eben nur seine Erscheinung wieder. Sie ist tief und gespenstisch, die Worte rollen wie Wellen heran“.
Nach Klaus Müller-Salget ist das Thema der Geschlechterliebe wie des Geschlechterkampfes besonders in der Novelle Die Segelfahrt, dem Kunstmärchen Der Ritter Blaubart und in der Satire Der Dritte verwirklicht. Die erste Novelle des Bandes und die titelgebende Erzählung zeigten dagegen Döblins literarische Meisterschaft.
In seinem zweiten, 1917 im selben Verlag veröffentlichten Erzählband Die Lobensteiner reisen nach Böhmen finden sich Komplementärgeschichten zum ersten Band. Darunter die ursprünglich gleichfalls als erste Erzählung gelistete Nachtwandlerin, die das Motiv der Überwindung und Selbstauflösung der Segelfahrt variiert. Weiterhin ist der Erzählband in zahlreichen Texten ein Nachläufer des ersten Bandes, teilweise Fortführung der im ersten Band stilistischen Experimente, so in den beiden Erzählungen Fehmgericht und Linie Dresden – Bukarest.

### Textausgaben
- Alfred Döblin: Die Ermordung einer Butterblume und andere Erzählungen. Georg Müller Verlag, München 1912.
- Alfred Döblin: Die Ermordung einer Butterblume und andere Erzählungen. dtv, München 2004, ISBN 3-423-13199-3.
- Alfred Döblin: Die Ermordung einer Butterblume und andere Erzählungen. S. Fischer, Frankfurt am Main 2013, ISBN 978-3-596-90459-4.

### Sekundärliteratur
- Benjamin Bauer, Julia Seeberger: Repräsentationsfrömmigkeit und imitatio christi. Christlicher Ausdruck des Körpergedächtnisses bei Kafkas In der Strafkolonie und Döblins Die Tänzerin und ihr Leib. In: Andrea Bartl, Nils Ebert (Hrsg.): Der andere Blick der Literatur. Perspektiven auf die literarische Wahrnehmung der Wirklichkeit. Königshausen & Neumann, Würzburg 2014, ISBN 978-3-8260-5582-9, S. 141–158.
- Erwin Kobel: Alfred Döblin. Erzählkunst im Umbruch. Gruyter, Berlin / New York 1985, ISBN 3-11-010339-7, S. 7–94.
- Sabine Kyora: Der Novellenzyklus Die Ermordung einer Butterblume (1912). In: Sabina Becker (Hrsg.): Döblin Handbuch. Leben – Werk – Wirkung. Metzler, Stuttgart 2016, ISBN 978-3-476-02544-9, S. 29–40.
- Helmut Liede: Stiltendenzen expressionistischer Prosa. Untersuchung zu Novellen von Alfred Döblin, Carl Sternheim, Kasimir Edschmid, Georg Heym u. Gottfried Benn. Dissertation. Freiburg 1960.
- Georg Reuchlein: „Man lerne von der Psychiatrie“. Literatur, Psychologie und Psychopathologie in Alfred Döblins „Berliner Programm“ und „Die Ermordung einer Butterblume“. In: Jahrbuch für internationale Germanistik. 23, Heft 1, 1992, S. 10–68.
- Ernst Ribbat: Autonome Prosa? Zur Wertung der expressionistischen Novellen Alfred Döblins. In: Werner Stauffacher (Hrsg.): Internationale Alfred-Döblin-Kolloquien 1980–1983. Bd. 14, Peter Lang, Bern 1986, ISBN 3-261-03554-4, S. 293–306.
- Helga Stegemann: Studien zu Alfred Döblins Bildlichkeit. Die Ermordung einer Butterblume und andere Erzählungen. Lang, Bern 1978, ISBN 3-261-03113-1.
- Thomas Hardtke: Wahn – Glaube – Fiktion: Die Pathologie devianter Religiosität im medizinischen, religiösen und literarischen Diskurs um 1800. Wilhelm Fink, Paderborn 2018, ISBN 978-3-8467-6307-0, S. 117–122.

### Lektürehilfe
- Werner Zimmermann: Deutsche Prosadichtungen unseres Jahrhunderts. Interpretationen für Lehrende und Lernende. Bd. 1, Pädagogischer Verlag Schwann, Düsseldorf 1966, S. 177–188.